# 하중초등학교
하중초등학교(下中初等學校)는 대한민국 경기도 시흥시에 있는 공립 초등학교이다.

## 연혁
- 1999년 6월 1일 : 하중초등학교 개교